# Projekt R112
Das Projekt R112 bezeichnet einen Küstenmotorschiffstyp der bulgarischen Werft Rousse Shipyard. Von dem Typ wurden vier Einheiten für verschiedene niederländische Reedereien gebaut.

## Geschichte
Die Schiffe wurden zwischen 2007 und 2011 auf der in Rousse an der Donau liegenden Werft Rousse Shipyard gebaut. Sie waren die größten auf der Werft gebauten Schiffe. Folgeaufträge der niederländischen Auftraggeber waren infolge der sich zum Ende des ersten Jahrzehnts des 21. Jahrhunderts entwickelnden Wirtschafts- und Schifffahrtskrisen storniert worden. Die Schiffe werden in der europäischen Küstenfahrt eingesetzt.

## Beschreibung
Die Schiffe werden von einem Viertakt-Sechszylinder-Dieselmotor des Motorenherstellers Caterpillar (Typ MaK 6M32C) mit 3000 kW Leistung angetrieben. Der Motor wirkt über ein Untersetzungsgetriebe auf einen Verstellpropeller. Die Schiffe sind mit einem elektrisch mit 500 kW Leistung angetriebenen Bugstrahlruder ausgestattet. Für die Stromversorgung stehen ein von der Hauptmaschine angetriebener Wellengenerator sowie zwei von MAN-Dieselmotoren des Typs D2876 angetriebene Generatoren zur Verfügung. Weiterhin wurde ein von einem MAN-Dieselmotor des Typs D0836 angetriebener Notgenerator verbaut.
Die Schiffe verfügen über zwei kastenförmige Laderäume. Laderaum 1 ist 25,2 m lang, 12,7 m breit und rund 10,5 m hoch, er verjüngt sich im vorderen Bereich auf einer Länge von 11,2 m. Laderaum 2 ist 61,6 m lange, 12,7  breit und rund 10,5 m hoch. Die Kapazität der Laderäume beträgt rund 10.980 m³. Die Laderäume können mit zwei Querschotten unterteilt werden. Laderaum 1 ist mit vier, Laderaum 2 ist mit zehn Stapellukendeckeln verschlossen. Die Lukendeckel können mithilfe eines Lukenwagens bewegt werden. Die Tankdecke kann mit 15 t/m², die Lukendeckel mit 1,75 t/m² belastet werden. Die Schiffe sind für den Transport von Containern vorbereitet. Die Containerkapazität beträgt 390 TEU. 240 TEU können in den Laderäumen, 150 TEU an Deck geladen werden.
Die Decksaufbauten befinden sich im hinteren Bereich der Schiffe. Hinter dem Deckshaus befindet sich auf der Backbordseite ein Freifallrettungsboot. Die Back der Schiffe ist gedeckt. Der Rumpf ist eisverstärkt (Eisklasse 1A).

## Schiffe
| Projekt R112  | Projekt R112 | Projekt R112 | Projekt R112                                       | Projekt R112               |
| Bauname       | Baunummer    | IMO-Nummer   | Kiellegung Stapellauf Ablieferung                  | Umbenennungen und Verbleib |
| ------------- | ------------ | ------------ | -------------------------------------------------- | -------------------------- |
| Meridiaan     | 820          | 9385881      | 14. November 2007 19. Februar 2009 5. Februar 2010 | 2022: Vertom Meridiaan     |
| Frisiana      | 821          | 9385893      | 20. Dezember 2007 21. Mai 2009 12. August 2010     |                            |
| Donau         | 822          | 9385908      | 17. Dezember 2008 2. Juli 2010 24. März 2011       |                            |
| Frisian Ocean | 824          | 9385922      | 23. Dezember 2008 25. April 2011 1. September 2011 |                            |